# Tenodera sinensis
Tenodera sinensis (лат.) — вид насекомых из семейства настоящих богомолов (Mantidae). Обитает в Китае, Японии, Корее, Микронезии и Таиланде. В 1896 году имело место случайная интродукция вида в США.

## Описание
Активен в основном в ночное время суток. Ведёт хищный образ жизни, питается насекомыми и может поедать мелких позвоночных (земноводных, пресмыкающихся и даже птиц, например, колибри). Отмечен каннибализм и поедание гусениц бабочек-монархов Danaus.
Взрослый богомол достигает в длину до 15 см. Продолжительность жизни около 5—6 месяцев.
Исследования показали наличие у Tenodera sinensis сложного полового поведения. Ухаживая за самкой, самец выполняет своеобразный танец, пытаясь изменить характер интереса самки к нему от интереса как к добыче к интересу как к партнёру.